# Füzesséry Ágnes Mária
Füzesséry Ágnes Mária (Finke, 1935) építészmérnök. Megszerzett építészmérnöki-tanári képesítésével több szakipari iskolának és mérnök továbbképzőnek volt kitüntetett pedagógusa.

## Szakmai életpályája
Első munkahelye a Fővárosi Tanács Házkezelési Igazgatósága volt, ahol műszaki ellenőri, tervezői, beruházói és előkészítői posztot töltött be. 1960 óta tagja az ÉTE-nek. 1965-ben államvizsgát tett és építészmérnöki-tanári oklevelet szerzett a BME-n. 1964-től a Fővárosi Javító-Szerelő Vállalatnál független építészmérnöki beosztásba került kivitelezői gyakorlatszerzés céljából.
1967-ben pályázat útján nyerte el a Felsőfokú Építőipari Technikum Tervezési Tanszékén meghirdetett docensi állást. Ugyanezen évben a Munkaügyi Minisztérium kikérésére a Módszertani Intézetben folytatta munkáját, ahol az Ágazati Csoportban az építőipari, építőanyagipari és faipari szakmunkás szakmák oktatásához szükséges módszertani kiadványokat, szemléltető eszközöket készítette. 1977-ben az Országos Pedagógiai Intézet kikérésére áthelyezésre került a Szakképzési Főosztályra, az építőipari szakközépiskolák főelőadói munkakörébe. Több szakipari iskolának és mérnök továbbképzőnek volt kitüntetett pedagógusa.